# 1001 Pilot CB101
De CB101 Pilot was een door de Zweedse ingenieur Ulf Cronberg in de jaren veertig ontworpen dwergauto. Hij werd gemaakt in Höganäs, en werd ook verkocht als bouwtekening. De CB101 Pilot had drie wielen en twee verschuifbare zitplaatsen. Een extra zitplaats, voor een volwassene of twee kinderen, kon worden toegevoegd. Het chassis was van staal. De druppelvormige carrosserie, met twee zelfmoordportieren, was opgebouwd uit houten ribben met een bekleding van triplex. De ophanging bestond uit een combinatie van torsieveren en rubber. De aandrijving van het achterwiel geschiedde door pedalen, die echter - anders dan bij een fiets - niet rondgingen. Volgens De Autogids kon een 250cc bromfietsmotor worden ingebouwd. De topsnelheid bedroeg dan 50 km/uur.